# Arthur Whitten Brown
Arthur Whitten Brown (23 de julio de 1886 - 4 de octubre de 1948) fue un aviador escocés, protagonista junto con John William Alcock en junio de 1919 del primer vuelo transatlántico sin escalas, entre Terranova e Irlanda.

## Semblanza

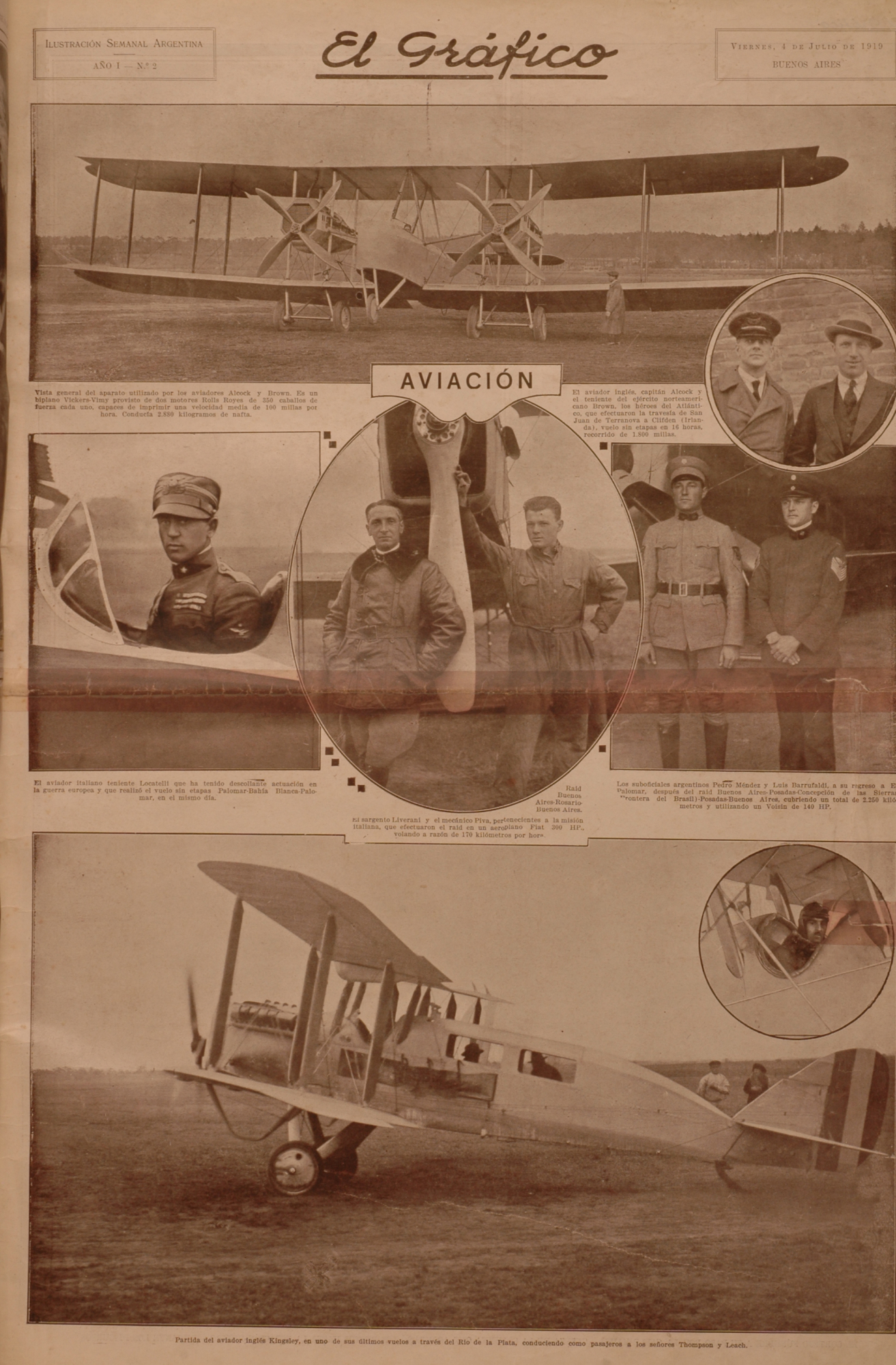
Página de El Gráfico que trata sobre Alcok y Brown en 1919.

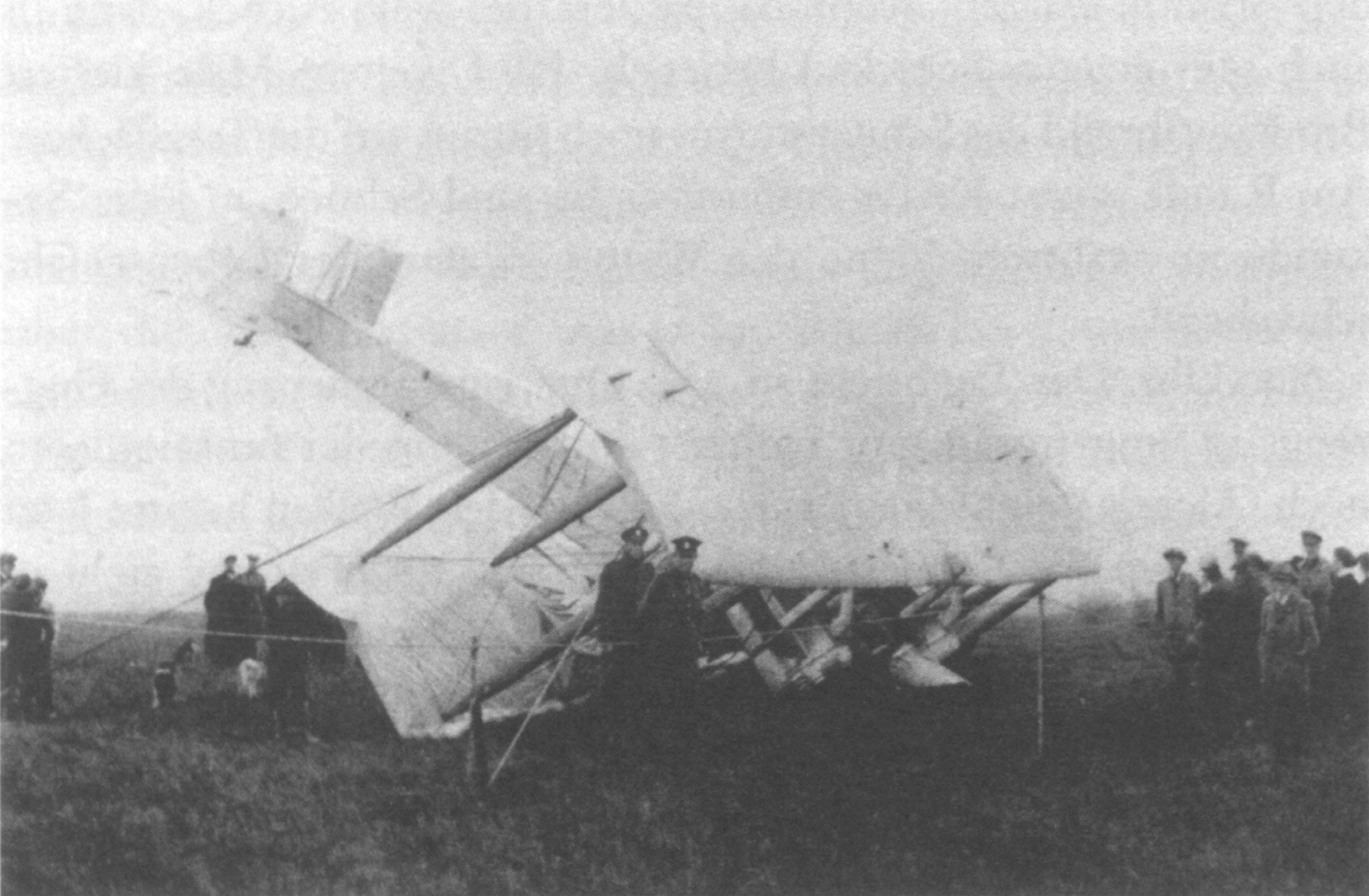
El avión Vickers Vimy de Alcock y Brown, tras aterrizar en Clifden 15 de junio de 1919.

Brown nació en Glasgow en 1886. Empezó su carrera como ingeniero antes de la Primera Guerra Mundial. Tras ser abatido y herido de gravedad en Alemania el 10 de noviembre de 1915, fue durante un tiempo prisionero de guerra. Tras ser devuelto al Reino Unido, siguió desarrollando sus técnicas de navegación aérea. Se convirtió en teniente de la Royal Air Force y durante la visita a la empresa Vickers le ofrecieron ser el navegante del vuelo transatlántico que debía pilotar John Alcock.
Junto con el capitán John William Alcock, voló desde Terranova hasta Clifden en Irlanda entre el 14 y 15 de junio de 1919. Salieron de St John a las 13:45 (hora local) y aterrizaron en Derrygimla 16 horas y 12 minutos después. El vuelo se realizó en un bombardero Vickers Vimy modificado, consiguiendo el premio de 10 000 libras ofrecido por el periódico Daily Mail.
Días después del vuelo, Alcock y Brown fueron nombrados caballeros (Sir) por el rey Jorge V.
Brown siguió trabajando como ingeniero en la compañía Vickers y se estableció en Gales. Murió el 4 de octubre de 1948 en Swansea.

## Publicaciones
- Flying the Atlantic in Sixteen Hours, with a Discussion of Aircraft in Commerce and Transportation. Frederick A. Stokes. 1920.; reprint READ BOOKS, 2008, ISBN 978-1-4097-1887-1
- Our Transatlantic Flight, Alcock and Brown, William Kimber, 1969, ISBN 978-0-7183-0221-4